# 小野寺理
小野寺 理（おのでら おさむ、1962年 - ）は、日本の医師。筋萎縮性側索硬化症(ALS)研究の第一人者。新潟大学脳研究所臨床神経科学部門神経内科学分野教授。

## 経歴
- 1962年 岩手県水沢市（現・奥州市）に生まれる。
- 1981年 岩手県立水沢高等学校卒業。
- 1987年 新潟大学医学部医学科卒業。
- 1993年 新潟大学より医学博士を取得、学位論文の題は「ヒト染色体特異的expressed sequence tagged site単離法 -副腎白質ジストロフィ-症の原因遺伝子単離にむけたポジショナルクローニング法によるアプローチ 」[1]。
- 2002年 ベルツ賞佳作賞受賞。
- 2002年 新潟大学医学部生命科学リソース研究センター准教授。
- 2008年 日本神経学会賞。
- 2008年 筋萎縮性側索硬化症(ALS)の新たな原因遺伝子を発見。
- 2009年 HTRT1の働きの低下によりTGF-βが脳血管障害を起こすことを発見。
- 2011年 新潟大学脳研究所生命科学リソース研究センター 分子神経疾患資源解析学分野教授。
- 2016年 新潟大学脳研究所臨床神経科学部門神経内科学部分野教授。
- 2020年 新潟大学脳研究所長 新潟大学医歯学総合病院副院長。
- 2021年 ALS患者の運動野において、加齢による脱メチル化がTDP-43遺伝子の発現を増加させることを発見[2]。
- 2021年 第74回新潟日報文化賞受賞[3]。
- 2022年 新潟大学医歯学付属病院病院長補佐[4]。
- 2023年 第64回日本神経学会学術大会にて、Excellent Teacher賞を受賞[5]。